# DeBarge
DeBarge war eine US-amerikanische R&B-, Soul- und Funk-Band der 1980er Jahre. Ihre beiden bekanntesten und erfolgreichsten Songs sind Rhythm of the Night und Who's Holding Donna Now.

## Geschichte

### Hintergrund
Die musikalische Familie DeBarge stammte aus Detroit, zog dann nach Grand Rapids in Michigan. Die Eltern waren der weißhäutige Robert DeBarge Sr., der seine Familie beherrschte und seine acht Kinder drangsalierte und missbrauchte, und seine unterwürfige und religiöse Frau Etterlene.
Die Kinder Bobby und Tommy DeBarge standen in der 1977 von Bernd Lichters aus Hamburg zusammen mit Jody Sims, Greg Williams, Phillip Ingram und Eddie Fuellen in Mansfield (Ohio) gegründete Gruppe Switch. Diese produzierten ein Demoband welches Jermaine Jackson erhielt, der die Gruppe entdeckte. Sie erhielten einen Plattenvertrag bei Motown und landeten in den US-R&B Charts recht erfolgreiche Hits. Bereits in dieser Zeit nahm Bobby harte Drogen.

### Die Anfangsjahre (1979–1981)
Bernd Lichters entdeckte auch das Gesangstalent der anderen Familienmitglieder. Mit der Veröffentlichung von SMASH 1979 durch Source/MCA in den USA und Kanada (erstveröffentlicht 1977 in Deutschland unter 'Pall Mall Groove' HOT ICE durch Polydor) zogen El, Mark, Randy, James und Bunny, das einzige Mädchen der DeBarges, von Michigan nach Los Angeles. 1980 spielte El DeBarge im Büro von Motown im Beisein von Berry Gordy 'live' Kompositionen der Familie auf dem Klavier und sang dazu. So erhielten auch sie Plattenverträge bei Motown und formierten sich 1980 zu DeBarge. 1981 erschien ihr Debütalbum The DeBarges, das jedoch weitgehend hinter den Erfolgserwartungen zurückblieb.

### Die großen Erfolge (1982–1985)
Nachdem James DeBarge der Band beitrat, war das Album All This Love und dessen Auskopplungen Stop! Don't Tease Me, I Like It und All This Love wesentlich erfolgreicher. Besonders in den US-R&B Charts gewannen die Songs an Beliebtheit.
Das Nachfolgealbum In a Special Way konnte den Erfolg weiterführen. Es wurden die Singles Time Will Reveal und Love Me in a Special Way ausgekoppelt.
Mitte der 90er Jahre und später wurden von dem Album mehrere Titel vielfach in anderen Stücken verwendet und gesampelt, darunter Stay With Me von The Notorious B.I.G. in One More Chance (1995) und von Ashanti in Foolish (2002); und A Dream von 2Pac in I Ain't Mad At Cha (1996) und von Blackstreet in Don't Leave Me (1996). Das Album ist als CD immer noch im Vertrieb. Im selben Jahr trat DeBarge auch in der Spezial-Fernsehsendung Motown 25: Yesterday, Today, Forever auf.
1985 folgte nach einer produktiven Tournee der Internationale Durchbruch von DeBarge mit dem Album Rhythm of the Night. Insgesamt wurden vier Singles ausgekoppelt: Rhythm of the Night, Who's Holding Donna Now, You Wear It Well und The Heart Is Not So Smart.

### Auflösung (1986–1989)
Ähnlich wie bei den Jackson Five zehn Jahre zuvor gründete der Erfolg der DeBarge-Family auf der Popularität einiger Singles. Das geringe Engagement der Familienmitglieder – ausgenommen El – und der intensive Drogenkonsum infolge der durch Missbrauch und Gewalt zerstörten Familienstruktur führten zu einem Bruch.
Lead-Sänger El DeBarge, der zudem die Titel schrieb und produzierte, verließ 1986 die Band. Nachdem auch Schwester Bunny die Band verließ, hofften die anderen Mitglieder den Erfolg von Rhythm of the Night wiederholen zu können. Sie verließen Motown und wechselten 1987 zum Label Striped Horse. Im Gegensatz zu den vorigen Alben enttäuschte das Album Bad Boys: die Auskopplungen Dance All Night (33) und You Babe (33) platzierten sich nur sehr weit unten in den US-R&B Charts. Mit der Überzeugung, kein einziges Comeback starten zu können, löste sich die Band 1989 auf. Zudem litten einige Mitglieder unter ihren Drogenproblemen, so James DeBarge: Schon seit seiner kurzen Ehe mit Janet Jackson von 1984 bis 1985 kämpfte er gegen sein Problem an, aber Mitte der 1990er schloss er erfolgreich ein Rehabilitationsprogramm mit Genesung ab.
Während die Geschwister Bunny, Mark, Randy und El DeBarge die Band erfolglos weiterführten – das Album Back on Track enttäuschte ebenso wie sein Vorgänger. – verfolgten die anderen Geschwister Darryl, Carol „Peaches“, Tommy und Chico DeBarge ihre eigenen Musikkarrieren. Ab 1986 begannen auch Bunny und El mit Soloprojekten. Nachdem El mit seinem Song Who's Johnny ein One-Hit-Wonder gelang, fand er noch einige Beachtung als Gastsänger auf Werken anderer Künstler, insbesondere für Quincy Jones und Marvin Gaye. Seine Schwester Bunny verfiel unterdessen nach ihrem Ausstieg dem Drogenkonsum.

## Die folgenden Jahre
Chico DeBarge, der weder Bandmitglied von Switch oder DeBarge war, startete seine Musikkarriere 1986 mit dem Hit Talk to Me und veröffentlichte nach einer Gefängnisstrafe – auch er wegen Drogen – 1998 ein weiteres Album, welches einige Erfolge erzielte.
El DeBarge wurde mehrfach wegen Drogendelikten verhaftet und verbrachte einige Jahre im Gefängnis.
Michael Jackson hat James DeBarge bei dessen Suizidversuchen mehrere Male das Leben gerettet. Fünf der DeBarges waren oder sind drogenabhängig.
1995 verstarb Bobby DeBarge 39-jährig an AIDS.

## Diskografie

### Studioalben
| Jahr | Titel               | Höchstplatzierung, Gesamtwochen, AuszeichnungChartplatzierungen (Jahr, Titel, Platzierungen, Wochen, Auszeichnungen, Anmerkungen) | Höchstplatzierung, Gesamtwochen, AuszeichnungChartplatzierungen (Jahr, Titel, Platzierungen, Wochen, Auszeichnungen, Anmerkungen) | Höchstplatzierung, Gesamtwochen, AuszeichnungChartplatzierungen (Jahr, Titel, Platzierungen, Wochen, Auszeichnungen, Anmerkungen) | Anmerkungen                        |
| Jahr | Titel               | DE | UK | US | Anmerkungen                        |
| ---- | ------------------- | --- | --- | --- | ---------------------------------- |
| 1982 | All This Love       | — | — | US24 Gold · (48 Wo.)US | Erstveröffentlichung: Juli 1982    |
| 1983 | In a Special Way    | — | — | US36 Gold · (40 Wo.)US | Erstveröffentlichung: 1983         |
| 1985 | Rhythm of the Night | — | UK94 (2 Wo.)UK | US19 Gold · (48 Wo.)US | Erstveröffentlichung: Februar 1985 |

### Weitere Alben
- 1981: The DeBarges
- 1987: Bad Boys
- 1991: Back on the Track

### Kompilationen
- 1986: Greatest Hits
- 1997: Ultimate Collection
- 2000: The Millennium Collection: The Best of DeBarge
- 2008: The Definitive Collection

### Singles
| Jahr | Titel Album                                   | Höchstplatzierung, Gesamtwochen, AuszeichnungChartplatzierungen (Jahr, Titel, Album, Platzierungen, Wochen, Auszeichnungen, Anmerkungen) | Höchstplatzierung, Gesamtwochen, AuszeichnungChartplatzierungen (Jahr, Titel, Album, Platzierungen, Wochen, Auszeichnungen, Anmerkungen) | Höchstplatzierung, Gesamtwochen, AuszeichnungChartplatzierungen (Jahr, Titel, Album, Platzierungen, Wochen, Auszeichnungen, Anmerkungen) | Anmerkungen                                        |
| Jahr | Titel Album                                   | DE | UK | US | Anmerkungen                                        |
| ---- | --------------------------------------------- | --- | --- | --- | -------------------------------------------------- |
| 1982 | I Like It All This Love                       | — | — | US31 (17 Wo.)US | Erstveröffentlichung: 1982                         |
| 1983 | All This Love                                 | — | — | US17 (19 Wo.)US | Erstveröffentlichung: 1983                         |
| 1983 | Time Will Reveal In a Special Way             | — | — | US18 (21 Wo.)US | Erstveröffentlichung: 1983                         |
| 1984 | Love Me in a Special Way In a Special Way     | — | — | US45 (11 Wo.)US | Erstveröffentlichung: 1984                         |
| 1985 | Rhythm of the Night                           | DE19 (14 Wo.)DE | UK4 Silber · (15 Wo.)UK | US3 (22 Wo.)US | Erstveröffentlichung: 29. Januar 1985              |
| 1985 | Who’s Holding Donna Now Rhythm of the Night   | — | UK83 (3 Wo.)UK | US6 (19 Wo.)US | Erstveröffentlichung: 15. April 1985               |
| 1985 | You Wear It Well Rhythm of the Night          | — | UK54 (3 Wo.)UK | US46 (10 Wo.)US | Erstveröffentlichung: 1985 El DeBarge With DeBarge |
| 1985 | The Heart Is Not So Smart Rhythm of the Night | — | — | US75 (7 Wo.)US | Erstveröffentlichung: 1985 El DeBarge With DeBarge |

Weitere Singles
- 1981: What’s Your Name
- 1982: Stop! Don’t Tease Me
- 1983: Be My Lady
- 1986: Who’s Johnny (El DeBarge With DeBarge)
- 1987: Dance All Night
- 1987: You Babe
- 1987: I Got You Babe
- 1989: You’re Not the Only One